# Élections législatives de 2021 aux îles Turques-et-Caïques
Les élections législatives de 2021 aux Îles Turques-et-Caïques ont lieu le 19 février 2021 afin d'élire 15 des 21 députés de l'Assemblée des Îles Turques-et-Caïques, un territoire britannique d'outre-mer.
Le scrutin conduit à une alternance. Le Mouvement démocratique populaire au pouvoir perd presque tous ses sièges, y compris celui de la Première ministre Sharlene Cartwright-Robinson, au profit du Parti national progressiste, qui remporte une majorité écrasante des sièges. Son dirigeant, Washington Misick devient Premier ministre.

## Contexte
Les élections législatives de décembre 2016 donnent lieu à une alternance, le Mouvement démocratique populaire (PDM) remportant dix des quinze sièges à pourvoir, tandis que le Parti national progressiste (PNP) au pouvoir n'en décroche que cinq, contre huit auparavant. Le Premier ministre sortant Rufus Ewing annonce son retrait de la vie politique dans la foulée de la défaite de son parti. La dirigeante du PDM, Sharlene Cartwright-Robinson, le remplace et devient la première femme à occuper cette fonction sur l'archipel. Le 10 janvier 2021, elle fixe les élections — prévues au plus tard en mars de la même année — au 19 février suivant.

## Mode de scrutin
L'Assemblée des Îles Turques-et-Caïques est un parlement unicaméral composé d'un maximum de vingt-et-un membres renouvelés tous les quatre ans, dont quinze élus au suffrage universel direct, quatre membres nommés et jusqu'à deux membres dits ex officio. Dix des membres élus le sont au scrutin uninominal majoritaire à un tour dans autant de circonscriptions électorales tandis que les cinq membres restants sont élus au scrutin majoritaire plurinominal dans une circonscription couvrant l'ensemble du territoire. Chaque électeur est doté d'une voix pour un candidat de sa circonscription ainsi que de cinq autres à répartir à des candidats de la circonscription territoriale unique, à raison d'une voix par candidat. Dans les deux cas, le ou les candidats ayant reçu le plus de voix sont élus à hauteur du nombre de sièges à pourvoir.
À ces membres directement élus s'ajoutent quatre autres nommés. Deux le sont par le Gouverneur, tandis que le premier ministre et le chef de l'opposition en nomment un chacun. Le procureur général est membre de droit, mais ne dispose pas du droit de vote. À ce membre ex officio s'ajoute le président de l'assemblée s'il est choisi en dehors de ses membres, ce qui porte le plus souvent leur total à vingt et un.

## Campagne
Un total de trente huit candidats se présentent aux élections. Seuls le Mouvement démocratique populaire (PDM), de centre droit, et le Parti national progressiste (PNP), de centre gauche, présentent des candidats dans les circonscriptions de districts, avec dix candidats chacun. La circonscription unique à l'échelle du territoire voit par contre s'affronter cinq candidats du PDM, cinq du PNP, un de l'Alliance progressiste démocratique (PDA) et sept candidats indépendants,.
Malgré un programme de développement économique en berne, aggravé par la pandémie de Covid-19, ainsi que plusieurs défections de membres importants de son parti au profit du PNP, la Première ministre Sharlene Cartwright-Robinson dispose du soutien d'une large partie de la population, satisfaite de la gestion de la pandémie par le gouvernement. La vaccination de 10 % de la population est ainsi prévue courant mars grâce à des livraisons de vaccins obtenus du Royaume-Uni. Une victoire du PDM est par conséquent attendue, portée par un programme de construction de logements et d'infrastructures ainsi qu'un contrôle renforcé des frontières.

## Résultats
Chaque électeur étant doté d'une voix dans sa circonscription ainsi que de cinq autres à répartir sur les candidats de la circonscription territoriale unique, le total des voix dans cette dernière est largement supérieur au nombre de votants.
|                           |                                    |                           |                    |                    |                    |                    |                    |                    |       |               |  |  |  |  |
| Partis                    | Partis                             | Partis                    | Districts          | Districts          | Districts          | Territoire         | Territoire         | Territoire         | Total | +/-           |  |  |  |  |
| Partis                    | Partis                             | Partis                    | Voix               | %                  | Sièges             | Voix               | %                  | Sièges             | Total | +/-           |  |  |  |  |
|                           | Parti national progressiste        | PNP                       | 3 572              | 55,29              | 9                  | 17 111             | 56,34              | 5                  | 14    | 9             |  |  |  |  |
|                           | Mouvement démocratique populaire   | PDM                       | 2 888              | 44,71              | 1                  | 12 082             | 39,78              | 0                  | 1     | 9             |  |  |  |  |
|                           | Alliance progressiste démocratique | PDA                       |                    |                    |                    | 89                 | 0,29               | 0                  | 0     | en stagnation |  |  |  |  |
|                           | Indépendants                       | Ind                       | 1 090              | 3,59               | 0                  | 0                  | en stagnation      |                    |       |               |  |  |  |  |
|                           | Membres nommés                     | Membres nommés            | Membres nommés     | Membres nommés     | Membres nommés     | Membres nommés     | Membres nommés     | Membres nommés     | 4     | en stagnation |  |  |  |  |
|                           | Membres ex officio                 | Membres ex officio        | Membres ex officio | Membres ex officio | Membres ex officio | Membres ex officio | Membres ex officio | Membres ex officio | 2     | en stagnation |  |  |  |  |
|                           |                                    |                           |                    |                    |                    |                    |                    |                    |       |               |  |  |  |  |
| Suffrages exprimés        | Suffrages exprimés                 | Suffrages exprimés        | 6 460              | 100,00             |                    | 30 372             | 100,00             |                    |       |               |  |  |  |  |
| Votes blancs et invalides | Votes blancs et invalides          | Votes blancs et invalides | 0                  | 0,00               | 0                  | 0,00               |                    |                    |       |               |  |  |  |  |
| Total                     | Total                              | Total                     | 6 460              | 100                | 10                 | 30 372             | 100                | 5                  | 21    | en stagnation |  |  |  |  |
| Abstentions               | Abstentions                        | Abstentions               | 2 121              | 23,26              |                    |                    |                    |                    |       |               |  |  |  |  |
| Inscrits / participation  | Inscrits / participation           | Inscrits / participation  | 8 581              | 76,74              |                    |                    |                    |                    |       |               |  |  |  |  |

## Conséquences

Parti arrivé en tête par circonscription

Le scrutin est pour le PNP une victoire sans appel, qualifiée de raz de marée électoral, qui voit le parti remporter la quasi-totalité des sièges. Le PDM n'en obtient ainsi qu'un seul, avec la victoire du ministre de la santé Edwin Astwood  dans la circonscription de Grand Turk Sud. Sharlene Cartwright-Robinson échoue elle même à garder son siège dans la circonscription unique. Washington Misick la remplace le 20 février au poste de Premier ministre,.
Les missions d'observations envoyées par la Fondation internationale pour les systèmes électoraux (IFES) et la Communauté caribéenne (CARICOM) déclarent que les élections, organisées « dans une atmosphère de confiance et de respect du processus électoral » ont été « libres et équitables ».